# Ciguë (coopérative)
Pour les articles homonymes, voir Ciguë.
La Ciguë, acronyme de Coopérative immobilière genevoise universitaire et estudiantine, est une coopérative d'habitation pour les personnes en formation. Elle est née dans une certaine tension sociale et elle repose sur un modèle de gestion participatif.

Sans but lucratif, indépendante et autogérée, elle a pour but de développer des logements communautaires (colocations) bon marché et écologiques et de les mettre à disposition des étudiants désireux de participer activement à la gestion et à l’organisation de leur lieu de vie.

## Histoire
La Ciguë a été fondée le 18 avril 1986 à Genève, à la suite de l'occupation de la salle B106 de la faculté des Lettres de l'Université de Genève par la CUAE (syndicats étudiants) et plusieurs élèves pour protester face à la pénurie de logements. Elle obtient en juin ses premiers logements en CPU (Contrat de Prêt à Usage) dans un immeuble vide du quartier de Montbrillant, mis à sa disposition par la ville.
Ses membres fondateurs sont : la Conférence Universitaire des Associations d’Étudiant-e-s, Pascal Davet, Pascal Delholm, Alain de Felice, Maurice Marani, Paul Oberson, Christine Panchaud, Eric Rossiaud.
Le 10 juin 1987, trois villas à la place des Nations sont remises en CPU par la régie Disch & Cie S.A. (détruites en août 2003). D'autres lui seront remises par la suite : l'hôtel California (squat remis à la Ciguë et fermé en août 2004), la grande résidence du Clos Voltaire (2003), les anciens locaux de l'Hospice Général à Barthélemy-Menn et John Grasset (décembre 2006), avant occupés par des réfugiés ; plusieurs immeubles qui allaient être détruits à la route de Meyrin (2006) puis à la route de Veyrier (2008).
Elle compte aujourd'hui plus de 450 habitants, répartis sur une centaine de logements à travers Genève.

## Organisation
La Ciguë ne fait preuve d'aucune attache politique, religieuse ou universitaire. Elle est gérée par les coopérateurs, fait plutôt rare dans le milieu du logement pour personnes en formation.
Les coopérateurs de la Ciguë s’investissent à tous les niveaux de la coopérative : ils s'organisent et règlent les questions de leur colocation, de l'ensemble d'habitation dont leur appartement répond, avec la personne du délégué, ainsi qu'au sein de la gestion générale de la coopérative via les AG (deux par année) et les Conseils des Habitants (quatre par année). Ils sont en outre à s'impliquer au sein des différentes commissions et autres projets mise en place par la coopérative. Les habitants décident donc des grandes orientations et participent à ses activités concrètes. Le Conseil d'administration (CA), aussi composé de coopérateurs, mais salariés, gère les affaires courantes et garantit le respect des statuts.
Au niveau des appartements, chacun peut définir son mode de fonctionnement. Seules les règles générales de la Ciguë, comme définis dans ses statuts, s'appliquent. La gestion quotidienne des appartements et la maintenance courante, technique (jusqu'à un certain point) et financière est du ressort des habitants.

La Ciguë est composée de différents organes :
- L'Assemblée Générale (AG) est l'organe central de la Ciguë. Il y en a deux par année durant lesquelles sont prises les décisions importantes (acquisitions de nouveaux logements, lancement de projets de construction, les taux de travail et l'embauche des salariés, etc.)
- Le Conseil des habitants : formé en février 2008, cet organe est similaire à l'AG dans sa forme, mais diffère dans ses buts. Il se veut un espace de réflexion, de discussion alors que l'AG se comporte plus comme un organe de décisions. Il y a quatre Conseil des Habitants par année, deux entre chaque AG. Des points d'informations y sont traités ainsi que des questions sur les affaires courantes de la Ciguë et son orientation générale.
- Le Conseil d'administration (CA) est chargé de régler les affaires courantes de la Ciguë et de veiller au respect de ses principes et statuts. Composé à l'origine de trois membres (un poste de communication interne, un poste de communication externe, un poste administratif), il a dû grandir au fur et à mesure que le nombre d'habitants augmentait pour en compter aujourd'hui six (un interne, un externe, deux postes administratifs, deux postes techniques). Les membres du CA sont salariés et travaillent à temps partiel (de 37,5 % à 70 % suivant les postes) avec un salaire horaire identique. Malgré la répartition des postes, beaucoup de décisions sont prises en commun lors des réunions hebdomadaires du Conseil d'administration.
- Les délégués sont les représentants des habitants de leur groupe de maisons. Il y a un par groupe de maisons : Chaponnière, Clos Voltaire, Montbrillant, Tortue, Barthélémy-Menn et John Grasset, deux pour les logements Satellites. Ils sont élus par les habitants pour une période de six mois et ne paient pas de loyer en échange de leur travail. Toutes les deux ou trois semaines, l'ensemble des délégués se réunit avec l'interne pour former le Conseil des Délégués. Ce conseil fait le lien entre le CA et les habitants et a pour charge d'assurer le relai des informations, de se pencher sur le fonctionnement de la Ciguë, de discuter des différentes actualités concernant leurs logements ainsi que d'organiser la fête annuelle.

En dehors des conseils fixes, la Ciguë comprend un certain nombre de commissions diverses, existant de façon permanente ou à temps défini, formées pour un but précis. Les plus importantes sont la Commission de construction, chargée de suivre l'avancée des projets de construction et de participer à leur élaboration, et la commission d'attribution, chargée du choix des futurs coopérateurs lors de l'acquisition de nouveaux appartements.

## Les logements
La Ciguë met à disposition des logements de type communautaire ; c’est-à-dire que chaque étudiant occupe une chambre individuelle et partage cuisine et salle(s) d’eau et les autres espaces communs avec ses colocataires. 
La Ciguë dispose de quelque 180 appartements (chiffres de juin 2008) répartis dans tout Genève et les communes avoisinantes. La plupart sont dans des immeubles, mais il existe plusieurs villas. La plupart des colocations sont de petites tailles, entre deux et cinq personnes. Quelques studios existent mais ils sont rares. Quelques-uns avoisinent les sept ou dix colocataires et seules deux maisons sont de taille plus importantes, à savoir le Clos Voltaire (trente-cinq personnes environ) et la Tortue (un peu moins d'une vingtaine).
Ses logements sont de différents types :
- Des CPU (Contrats de Prêt à Usage) mis à disposition par un propriétaire ou par l’État pour une durée déterminée.
- Des locations subventionnées.
- Des logements dont elle est propriétaire, dont la plupart ont été construits par ses soins (les divers appartements à Montbrillant, les Ouches, à la rue des Pavillons et la Coulouvrenière).

Les loyers varient de 150 CHF à 680 CHF par chambre, ils varient selon la taille de la chambre, son état, sa situation géographique et les avantages des lieux d’habitations. Le prix moyen d’une chambre à la Ciguë est d’environ 300 CHF charges non comprises.

## Les critères d'entrée
Pour habiter dans un appartement de la Ciguë, il faut remplir certains critères (prix en francs suisses) :
- Être en formation. Le terme est à prendre au sens large. Les stages et les post-grades sont acceptés.
- Justifier d’un revenu mensuel (calculé sur l’année) inférieur à 2 400.-
- S’acquitter d’une part sociale de 300.- (qui sera rendue lorsque la personne quittera la coopérative) et d’une cotisation annuelle de 50.-
- Déposer une garantie de loyer, caution équivalente à deux mois de loyer
- Contracter une assurance responsabilité civile (R.C.)
- Être majeur, donc âgé de plus de 18 ans selon la constitution suisse
Ces critères doivent être respectés tout au long de la durée d’habitation.

## Écologie
L'écologie fait partie des principes promus à l'intérieur de la coopérative. Depuis plusieurs années, la Ciguë cherche à développer ses principes écologiques. Elle adapte sa gestion interne aux principes de l’agenda 21 et cherche à favoriser un comportement responsable de ses membres en matière de gestion des déchets, notamment en poussant à la récupération des matériaux usagés. Tout habitant à la Ciguë a signé une charte écologique l'incitant à économiser les ressources (eau, électricité, chauffage) ainsi qu'à trier et recycler ses déchets. La mise en commun des appareils électroménagers (frigo, cuisinière, etc.) permet de limiter les dépenses énergétiques et donc l’empreinte écologique des habitants.
C'est surtout au sein de ses constructions que la Ciguë fait le plus grand effort en matière d'écologie avec l'adoption du standard Minergie-P. Elle s'engage ainsi à prendre l'aspect écologique en compte autant dans le choix des matériaux que des énergies employées.

## Construction
Autant en raison de l'aspect instables des CPU et autre contrat de prêt que pour des motivations écologiques et sociales, la Ciguë a assez vite cherché à construire ses propres appartements.
Son premier projet a été la création entre 1992 et 1997, inauguré en 1998 et récompensé par le prix Interassar d'architecture en 2001. Regroupant huit appartements, fabriqué en bois, l’immeuble est composé de deux ailes reliées au premier étage par une passerelle surplombant le site de l'Îlot 13 à Montbrillant.
Associée à la Codha, la Ciguë a construit un immeuble de logement coopératif dans le quartier des Ouches, achevé en 2004. Les impératifs écologiques ont été portés au maximum dans ce projet pour atteindre le label Minergie.
Actuellement, la Ciguë réalise plusieurs constructions à Genève : à la rue des Pavillons (quartier de Plainpalais), dont les travaux ont débuté en mars 2008 et se sont achevés en janvier 2010, et la Commission planche sur un projet situé à la place des Volontaires, près de l'Usine.

## Gestion financière
Sans but lucratif, la coopérative investit principalement ses bénéfices dans le développement de projets de construction ou de rénovation. Dans ses projets, la Ciguë vise à développer des logements à bas loyer en agissant sur le coût des travaux, les aménagements collectifs (sanitaires, espaces communs), le type de gestion (autogestion des habitants) et la maîtrise de l’énergie.